# Jornada Mundial da Juventude de 2005
A  XX Jornada Mundial da Juventude ocorreu na região da Colônia (Alemanha) no ano de 2005, entre 16 e 21 de agosto. Esta edição foi marcada pela primeira viagem apostólica de Bento XVI, que chegou ao evento em 18 de agosto.
Esta Jornada Mundial foi organizada pelo Papa João Paulo II em 2002. Com sua morte, cerca de quatro meses antes da realização da Jornada, o evento foi conduzido pelo seu sucessor Bento XVI.  
O evento contou com a presença de 400.000 pessoas de 20 países diferentes durante os dias úteis e mais de 1 milhão no fim de semana.  
| “ | (...) a luz de Cristo já esclarecia a inteligência e o coração dos Magos. "Eles partiram" (Mateus 2:9), lançando-se corajosamente por estradas desconhecidas (...) À imitação dos Magos, também vós, queridos jovens, vos preparais para realizar uma "viagem" partindo de todas as regiões do globo para Colónia. É importante que não vos preocupeis apenas da organização prática da Jornada Mundial da Juventude mas é necessário que vos ocupeis, em primeiro lugar, da sua preparação espiritual, numa atmosfera de fé e de escuta da Palavra de Deus. | ” |
|   | — João Paulo II - Mensagem aos jovens, um ano antes da XX JMJ - 6 de agosto de 2004. |   |

| “ | É com profunda alegria que me encontro hoje aqui pela primeira vez, depois da minha eleição à Cátedra de Pedro, na minha querida Pátria, (...) em que se encontram jovens do mundo inteiro, (...) em que desaparecem as fronteiras entre os continentes, as culturas, as raças e as nações, porque todos nós somos uma só coisa, graças à estrela que brilhou para nós: a estrela da fé em Jesus Cristo. (...) Por isso, dou graças de coração a Deus, que me concedeu começar aqui na minha pátria e numa ocasião tão propiciadora de paz. | ” |
|   | — Bento XVI - Cerimônia de boas-vindas - 18 de agosto de 2005. |   |